# Џиџа
Александра Стојковић Џиџа (Београд, 28. октобар 1986) српска је поп-фолк певачица.

## Биографија
Александра Стојковић познатија под надимком „Џиџа”, рођена је 28. октобра 1986. године у Београду. Александра је ћерка Драгана Стојковића Босанца, српског хармоникаша, композитора, продуцента и аранжера. У београдском насељу Бежанијска коса завршила је основну школу, а након тога уписала Средњу музичку школу „Мокрањац”, теоријски смер. Након завршене средње школе уписала је Факултет музичке уметности у Београду, студијски програм за етномузикологију. Александра је била учесница ријалити програма Фарма, а на имању у Лисовићима издржала је 70 дана.

## Каријера
Још као тинејџерка је са пријатељицама Иреном и Бојаном основала групу Магнифик. Године 2012. се пријавила на учешће у такмичењу Звезде Гранда. Додатни притисак стварала је чињеница да је у жирију тог такмичења седео њен отац Драган Стојковић Босанац. У досадашњој каријери објавила је седам синглова и исто толико дуета. Сарађивала је са Халидом Бешлићем, Аном Зорицом, Савом Перовићем и другима.

## Дискографија

### Синглови
- Бум бум (2013)
- Карта свијета (са Халидом Бешлићем, 2014)
- Мало ватре мало дима (2014)
- Дугме (2014)
- Журка на Балкану (са Аном Зорицом, 2015)
- Лице са потернице (2015) Пинк мјузик фест
- Погрешна конекција (са ДЈ Сечко, ЕКО, 2015)
- Краљица (2016)
- Wie Gehts (са Ниџом Блејом, 2017)
- Коцкар (са Савом Перовићем, 2017)
- Моћна к’о Русија (2017)
- Антиреклама (2017)
- Варао, варала (са Дарко Цапо, 2017)
- Судбина (са Ерко Јун, 2017)
- Тугуј (2019)
- Паре проклете (2019)
- Срећно пијана (2019)
- Екстаза (са Дитзом, 2022)
- Београдски олош (2022)